# Junichi Komori
Junichi Komori (小森 純一, Komori Jun-ichi) (11 juli 1941) 25-07-2015  is een Japans carambolebiljarter die gespecialiseerd is in het driebanden. Hij werd vier keer Japans kampioen. 
Komori werd op het wereldkampioenschap driebanden drie maal derde (in 1976, 1978 en 1985). Hij won in 1981, 1985 en 1992 samen met zijn landgenoot Nobuaki Kobayashi het wereldkampioenschap driebanden voor landenteams. 
Zijn hoogste serie is 28, destijds (in 1993) een verbetering van het toenmalige wereldrecord van Willie Hoppe, die tot een serie van 25 kwam. Later werd zijn record geëvenaard door Raymond Ceulemans in 1997, door Roland Forthomme in 2012 en door Frédéric Caudron in 2013. Komori's hoogste partijmoyenne dateert van 1976 (Tokyo): 50 punten in 15 beurten.